# Inmok
 Inmok, född 1584, död 1632, var en koreansk drottning, gift med kung Seonjo av Joseon. 
Hon utnämndes 1602 till kungens andra drottning, sedan hans första drottning avlidit. Kungens son med en av hans konkubiner, Gwanghae, utnämndes till kronprins vid samma tillfälle som hon blev drottning. Hon födde två döttrar och en son. När hennes son föddes 1606 kände sig kronprinsen hotad, eftersom sonen till en drottning hade högre rang är sonen till en konkubin. När hon blev änka 1608 utsattes hon för förföljelse av sin styvson kungen. Hennes far, bröder och svåger avrättades 1613, hon fråntogs vårdnaden om sin son, som avrättades 1614, och förvisades till ett separat kungligt palats med sin dotter, där de flesta av hennes anställda övergav henne. När hennes styvson avled 1623 blev hon bättre behandlad av hans efterträdare, som gav henne tillstånd att återvända till hovet och återgav henne och hennes dotter deras ställning. 